# Mikołaj Królewski
Mikołaj Królewski herbu Strzemię – podczaszy brzeskolitewski w latach 1689-1714.
Jako poseł na sejm elekcyjny 1697 roku i deputat z powiatu kamienieckiego ziemi nurskiej podpisał pacta conventa Augusta II Mocnego.